# Embaixada de Samba do Império Pedreirense
A A.C.S.B.E. Embaixada de Samba do Império Pedreirense é uma escola de samba da cidade de Belém do Pará, no estado brasileiro do Pará.
Em 06 de dezembro de 1951, foi fundada, no bairro da Pedreira, a Escola de Samba "Maracatú do Subúrbio", que desde o seu primeiro carnaval em 1952 (desfilou com o enredo "O Largo da Pólvora"), sempre manteve grandes destaques até 1958. Foram 7 anos de glórias para o bairro, obtendo vários títulos, inclusive o de campeã. Logo após o carnaval de 1958, o Sr. Acylino Barata Magalhães Costa, cujo nome artístico era Paulo Roberto, pertencente à Universidade de Samba Boêmios da Campina, procurou o Sr. Geraldo e na conversa mantida, propôs sua vinda para a Academia de Samba "Maracatú do Subúrbio" comprometendo-se em dar o título do carnaval para a escola. Foi levantada a premissa de que Paulo Roberto não residia na Pedreira. tendo o sambista retrucado: "se vocês me aceitarem é só arranjar uma casa que imediatamente faço minha mudança", e assim foi feito. Paulo Roberto foi empossado presidente e uma das primeiras medidas administrativas foi convencer sua diretoria a mudar o nome da Escola, pois a expressão "do Subúrbio", era pejorativa e apresentou a proposta dos Estatutos da "Embaixada de Samba do Império Pedreirense", que foi aprovada em 1958, vigorando até esta data.
No carnaval de 1959, Paulo Roberto lançou o enredo "O Pescador" que tinha um samba fortíssimo, cantado até hoje. Obteve o vice-campeonato, o primeiro título com o novo nome.
Em 1963, com o enredo em homenagem a Magalhães Barata, conseguiu a 4ª colocação. Nesse ano, o Sr. Manoel Airosa (Jacaré), assume a presidência e dá novos rumos, inclusive lançando a sambista Marlene Nogueira, que por três anos consecutivos arrebatou o título de "Melhor Sambista do Carnaval", sendo cognominada pela imprensa de "A Parangolé do Samba". No carnaval de 1964, com o enredo "A Inconfidência Mineira" e samba composto por João Brequista, a Embaixada vai para o desfile na Boulevard Castilho França, e consagra-se campeã do carnaval oficial, promovido pela Prefeitura de Belém e obtém ainda, um feito inédito, a de campeoníssima do carnaval, pois conquistou 12 títulos de campeã nas batalhas de confete então promovidas por várias instituições; Neste mesmo ano, Santo Expedito, foi proclamado o Santo Protetor da Embaixada.
Em 1968, José Paulo de Jesus, Ivan Dias, Raimundo Bronzeado e outros, realizaram várias promoções buscando arrecadar fundos para a compra do terreno onde foi construída a sede social da Embaixada. Após 3 anos ausente dos desfiles, com o enredo "Minha ilha meu amor por você", a ESIP voltou, obtendo o 3º lugar, revolucionando com a "ala dos farofeiros". Em 1996 a Escola desfilou com o enredo "O bar nosso, de todo o parque", uma homenagem ao Bar do Parque, obtendo também o 3º lugar. A diretoria resolve, a partir daí, realizar um grande trabalho social, por entender que escola de samba não deve se preocupar apenas com o carnaval e que, em um bairro carente como o da Pedreira, há necessidade de existir também esse tipo de promoção. O grupo começa realizar comandos médicos gratuitos em atendimento a comunidade carente do bairro, bem como o Natal das crianças com distribuição de aproximadamente 1.200 brinquedos e lanches, comemorando ainda o Dia do Ancião com almoço para 400 idosos.
Em 1997 a Embaixada não participou do carnaval e em 1998 com a volta à presidência do Sr. João Guapindaia, a Escola levapara a avenida o enredo "Clara Pinto, da sapatilha a avenida", galgando o 6º lugar. Em 1999 com o enredo "A coroa do império no batuque da Pedreira", obteve novamente o 6º lugar. Em 2001, o tema foi o Jubileu de Ouro da Escola. Em 2002 o homenageado será o cantor Carlos Santos, ex-camelô que chegou a governador.
No ano de 2003,sob a presidência de Raimundo Sá foi campeã com a homenagem ao mestre Verequete com o enredo "O Pará chama Verequete", no ano de 2004 foi vice- campeã com o enredo "Ver-o-peso,Ver-o-tempo reeditado no ano de 2013,no ano de 2006 sagrou-se bi-campeã com o o enredo ''Cais do Porto,a evolução ao longo do século"
Campeã em 2009, em 2010, foi terceira colocada do carnaval. no ano de 2013, homenageará o Mercado Ver-o-Peso, tradicional mercado de Belém, tendo como seu intérprete: Alexandre D'Mendes, que retorna como cantor principal da agremiação, pois esteve na escola, em 2010.

## Segmentos

### Presidentes
| Presidente      | Paulo Roberto Pinto (Chico) |
| --------------- | --------------------------- |
| Vice Presidente | Alex Leovan                 |

### Diretores
| Ano  | Diretor de Carnaval | Diretor Administrativo | Diretor Financeiro | Diretor de Comunicação | Diretor Social       | Diretor de Patrimonio | Diretor de Esporte |
| ---- | ------------------- | ---------------------- | ------------------ | ---------------------- | -------------------- | --------------------- | ------------------ |
| 2020 | Vinicius Pinto      | Claudio Marcelo Pinto  | Liliane Costa      | Renato bessa           | Paulo Henrique Muniz | Sergio Garcia         | Rodrigo Pinto      |
| 2021 |                     |                        |                    |                        |                      |                       |                    |
| 2022 |                     |                        |                    |                        |                      |                       |                    |

### Mestre de Bateria
| Ano  | Nome    |
| ---- | ------- |
| 2020 | Geraldo |
| 2021 |         |

### Casal de Mestre-sala e Porta-bandeira
| Ano  | Nome              |
| ---- | ----------------- |
| 2020 | Shayene e Rodolfo |

### Corte de bateria
| Período | Rainha  | Madrinha | Princesa |
| ------- | ------- | -------- | -------- |
| 2020    | Lukinha | Xero     |          |

## Carnavais
| Ano  | Colocação           | Grupo           | Enredo | Carnavalesco                                                          | Intérprete                            | Ref.        |
| ---- | ------------------- | --------------- | --- | --------------------------------------------------------------------- | ------------------------------------- | ----------- |
| 1962 |                     | Especial        | A Cabanagem |                                                                       |                                       |             |
| 1964 | campeã              | Especial        | Inconfidência Mineira |                                                                       |                                       |             |
| 1965 |                     | Especial        | Amazônia é Brasil |                                                                       |                                       |             |
| 1966 |                     | Especial        | 350 anos de Belém |                                                                       |                                       |             |
| 1967 | Não disputou        |                 | |                                                                       |                                       |             |
| 1968 | Campeã              | Especial        | Desbravamento da Amazônia |                                                                       |                                       |             |
| 1969 |                     | Especial        | Proclamação da República |                                                                       |                                       |             |
| 1970 | Não disputou        |                 | |                                                                       |                                       |             |
| 1971 |                     | Especial        | Transamazônica, a Rodovia do Futuro                                                                                                |                                                                       |                                       |             |
| 1972 | Não ocorreu desfile |                 | |                                                                       |                                       |             |
| 1973 | Não disputou        |                 | |                                                                       |                                       |             |
| 1974 | Não disputou        |                 | |                                                                       |                                       |             |
| 1975 | Não disputou        |                 | |                                                                       |                                       |             |
| 1976 |                     | Especial        | A moreninha do Brasil |                                                                       |                                       |             |
| 1977 | Não disputou        |                 | |                                                                       |                                       |             |
| 1978 |                     | Especial        | Palácios vultos e monumentos de Belém                                                                                              |                                                                       |                                       |             |
| 1979 | Não disputou        |                 | |                                                                       |                                       |             |
| 1980 | Não disputou        |                 | |                                                                       |                                       |             |
| 1981 |                     | Especial        | O mar, seus fascínios e mistérios                                                                                                  |                                                                       | Creuza Gomes                          |             |
| 1982 | Não disputou        |                 | |                                                                       |                                       |             |
| 1983 |                     | Especial        | Hoje é dia de festa no país do carnaval                                                                                            |                                                                       |                                       |             |
| 1984 |                     | Especial        | Divina loucura |                                                                       | Silvinho da Beija Flor                |             |
| 1985 |                     | Especial        | A Miscigenação fez o esplendor de uma raça                                                                                         |                                                                       |                                       |             |
| 1986 |                     | Especial        | O incrível sonho do palhaço Foliculé                                                                                               |                                                                       | Silvinho da Beija Flor                |             |
| 1987 | Não disputou        |                 | |                                                                       |                                       |             |
| 1988 | Não disputou        |                 | |                                                                       |                                       |             |
| 1989 | Não disputou        |                 | |                                                                       |                                       |             |
| 1990 | Não ocorreu desfile |                 | |                                                                       |                                       |             |
| 1991 | Não ocorreu desfile |                 | |                                                                       |                                       |             |
| 1992 |                     | Especial        | Do fundo do baú |                                                                       |                                       |             |
| 1993 | Não disputou        |                 | |                                                                       |                                       |             |
| 1994 | Não disputou        |                 | |                                                                       |                                       |             |
| 1995 |                     | Especial        | Minha ilha, meu amor, por você a Pedreira voltou                                                                                   |                                                                       |                                       |             |
| 1996 | 3°Lugar             | Especial        | O bar nosso de todo parque! |                                                                       |                                       |             |
| 1997 | Não disputou        |                 | |                                                                       |                                       |             |
| 1998 | 6°Lugar             | Especial        | Clara Pinto: Da sapatilha á Avenida!                                                                                               |                                                                       |                                       |             |
| 1999 | 6°Lugar             | Especial        | A coroa do Império no batuque da pedreira                                                                                          |                                                                       |                                       |             |
| 2000 |                     | Especial        | Pará, sua história e encantos nos 500 anos do Brasil                                                                               |                                                                       |                                       |             |
| 2001 |                     | Especial        | É festa Pedreirense no jubileu do Império: Cinquenta anos de samba no coração da Pedreira                                          | Jorge Pantoja                                                         | Wanderley Explosão                    |             |
| 2002 |                     | Especial        | Carlos Santos o amigo do povo, De camelô a Governador a trajetória de um vencedor                                                  |                                                                       |                                       |             |
| 2003 | Campeã              | Especial        | O Pará Chama Verequete! - Presidente Raimundo de Sá (Darinta)                                                                      | Alexandre Costa                                                       |                                       |             |
| 2004 | Vice-campeã         | Especial        | Ver-o-Peso, Ver-o-tempo! - Presidente Raimundo de Sá (Darinta)                                                                     |                                                                       |                                       |             |
| 2006 | Campeã              | Especial        | Cais do porto - a evolução ao longo do século - Presidente Raimundo de Sá (Darinta)                                                | Junior Cardoso                                                        |                                       |             |
| 2008 | 5º lugar            | Especial        | Amazônia terra dos sonhos - o eldorado do mundo. Compositores: Dio, Magé, Ademar Carneiro e Tonhinho Alegria.                      | Jean Negrão                                                           | Intérprete: Carlinhos Sabiá           |             |
| 2009 | Campeã              | Especial        | As crias da alegria, "Curro Velho" 18 anos de arte e fantasia Compositores:Moacyr Chagas, Dio, Didi do Cavaco e Serginho do Porto. | Jean Negrão                                                           | Carlinhos Sabiá                       |             |
| 2010 | 3º lugar            | Especial        | O carimbó não morreu, quem canta o carimbó sou eu. Compositores: Moacyr Chagas, Dio, Didi do Cavaco e Serginho do Porto.           | Jean Negrão                                                           | Alexandre D' Mendes e Didi do Cavaco  |             |
| 2011 | Não desfilou        | 1               | Pra não dizer que não falei de flores Compositores:Moacyr Chagas, Dio, Didi do Cavaco e Serginho do Porto.                         | Jean Negrão                                                           | Didi do Cavaco                        | [ 5 ] [ 6 ] |
| 2012 | 4º lugar            | Especial        | Nas terras do Império o Quilombo do Samba Compositores: Moacyr Chagas, Didi Pinheiro e Serginho do Porto.                          | Jean Negrão                                                           | Carlinhos Sabiá                       | [ 7 ]       |
| 2013 | 3º lugar            | Especial        | Ver-o-Peso, Ver-o-tempo Compositores:Dío, Ademar e Pedrão.                                                                         | Comissão de Carnaval (Joaquim Palhano, André Vilhena e Paulo Roberto) | Alexandre D' Mendes                   |             |
| 2014 | Vice-campeã         | Especial        | Alegria, Alegria!! | Cláudio Rego de Miranda                                               |                                       | [ 8 ]       |
| 2015 | 8° lugar            | Especial        | A Coroa do Império no batuque da Pedreira                                                                                          | Arthur Leandro e Eduardo Wagner                                       |                                       |             |
| 2016 | Vice-campeã         | Grupo de Acesso | É de Arrepiar! Visagens e assombrações de Belém cruzam a Aldeia! Presidente Socorro Luna (Help)                                    | Comissão de Carnaval                                                  | Anderson Mendes                       |             |
| 2017 | NÃO HOUVE DESFILE   | Grupo de Acesso | X |                                                                       |                                       |             |
| 2018 | Campeã              | Grupo de Acesso | O Auto do Boi bumbá Imperial- Do colorido Junino á Passarela do Carnaval!                                                          | Comissão de Carnaval                                                  |                                       |             |
| 2019 | 8º lugar            | Especial        | As nobrezas tribais nas bodas da Imperatriz                                                                                        | Claudio Rêgo                                                          |                                       |             |
| 2020 | 7º lugar            | Especial        | Açaí, Sabor do Pará da Amazônia para o mundo                                                                                       | Jorge Pantoja                                                         | Carlos Alberto Marco Cruz Uberê       |             |
| 2021 | Não Ocorreu Desfile | Especial        | |                                                                       |                                       |             |
| 2022 | Não Ocorreu Desfile | Especial        | |                                                                       |                                       |             |
| 2023 | 8º lugar            | Especial        | TEA- Temos O Elixir do Amor | Jean Negrão                                                           | Serginho do Porto                     |             |
| 2024 | Campeã              | Especial        | Em Belém de Nazaré, tem batuque e samba no pé                                                                                      | Jean Negrão                                                           | Marquinho Art'Samba                   |             |
| 2025 | 3° lugar            | Especial        | Encantaria o rito das Águas | Jean Negrão                                                           | Marquinho Art'Samba Serginho do Porto | [ 9 ]       |